# Bandalag íslenskra skáta

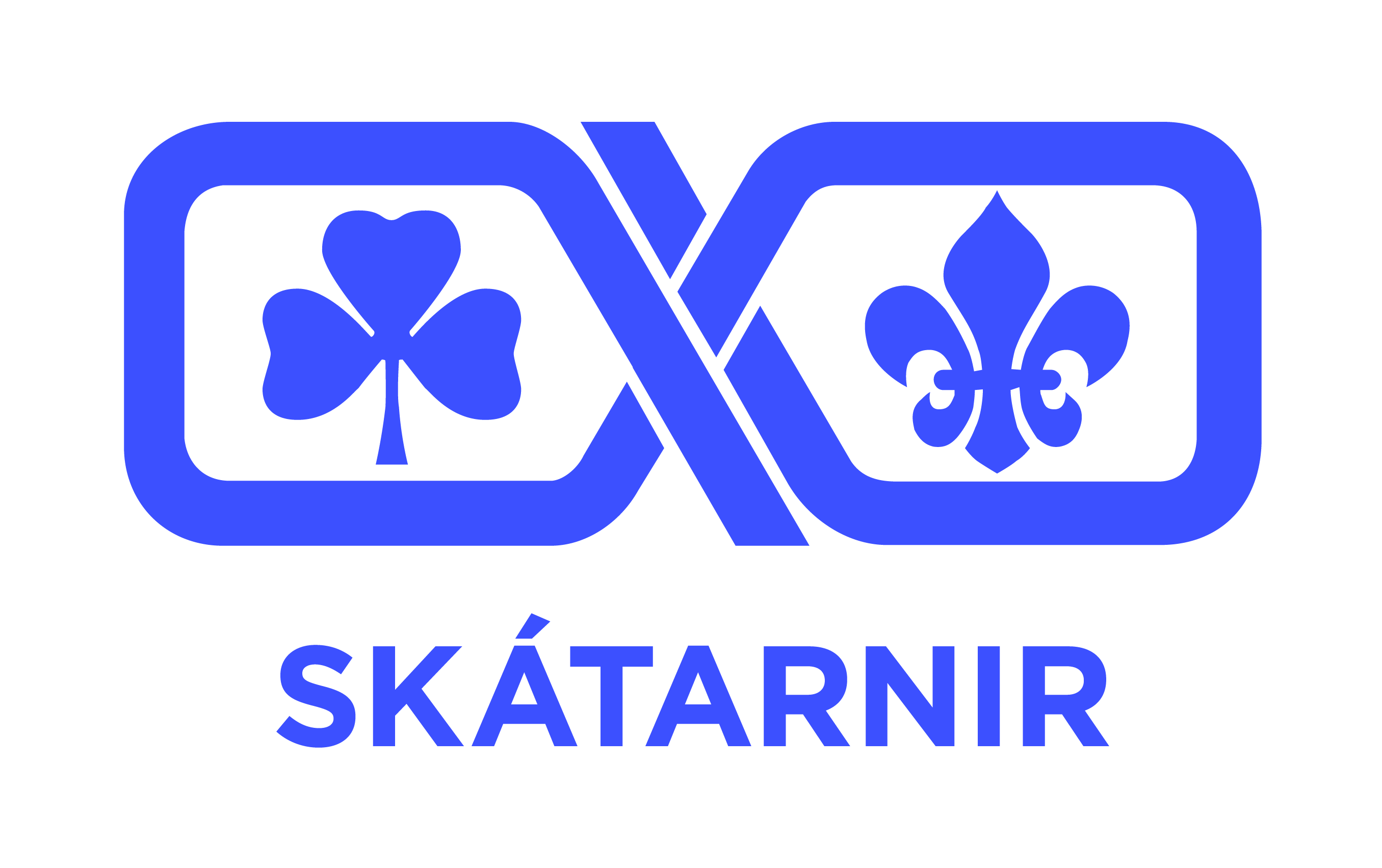
Le logo de la Bandalag íslenskra skáta

Bandalag íslenskra skáta ((is): association des scouts et guides d'Islande) est l'organisation nationale de scoutisme en Islande.

## Historique
Fondée en 1912, la Bandalag íslenskra skáta est l'une des toutes premières association de scoutisme. Elle intègre l'Organisation mondiale du mouvement scout en 1929. Le guidisme (scoutisme féminin) arrive en Islande en 1922, et rejoint l'Association mondiale des guides et éclaireuses (AMGE).
En 2011, le scoutisme islandais comptait un peu plus de 1500 membres répartis dans 35 groupes locaux.